# サリチル酸ナトリウム
サリチル酸ナトリウム（サリチルさんナトリウム、英: Sodium salicylateはサリチル酸のナトリウム塩。高温高圧下でナトリウムフェノキシドと二酸化炭素から製造できる。歴史的には、サリチル酸メチルを水酸化ナトリウムと加熱し還流することにより合成された。

## 用途
非ステロイド性抗炎症薬の一種で、アスピリン過敏症の代替品や動物用医薬品として解熱剤や鎮痛剤の注射剤の成分として用いられる。ガン細胞のアポトーシスや壊死を誘発する効果も持つ。妊娠中のラットに経口投与した動物実験では、催奇形性を示した。
また、真空紫外線検出のための蛍光体として使用することもできる。